# Kisszájú macskacápa
A kisszájú macskacápa (Scymnodon obscurus) a tüskéscápa-alakúak rendjébe tartozó, emberre ártalmatlan cápafaj. Legnagyobb hosszúsága 70 cm, jellemző hosszúsága 40 cm. 0–1450 m mélységben fordul elő, de jellemzően 550–1450 m között.